# Цикл Борна — Габера
Цикл Борна — Габера — энтальпийная диаграмма, позволяющая, исходя из закона Гесса, определить энергию образования кристаллической решётки. Назван в честь немецких учёных Макса Борна и Фрица Габера, разработавших его в 1919 году. С его помощью на основании экспериментально известных величин (энтальпии образования вещества, энергий (потенциалов) ионизации, сродства к электрону, атомизации) находят энтальпию взаимодействия газообразных ионов с образованием кристалла вещества, или, иначе, энергию, необходимую для разрушения ионного кристалла до газообразных ионов. Необходимость введения понятия "энергия кристаллической решётки" вызвана тем, что эта энергия не совпадает с той, что выделяется при образовании молекулы, поскольку, помимо электростатического притяжения своих "ближайших" противоионов (которых, например, в случае CsCl в кристалле не 1, а 8), ион также взаимодействует и с более "дальними" анионами и катионами. 

## Пример использования цикла Борна — Габера

Цикл Борна — Габера для NaCl.
+e – присоединение электрона, А_{+е} – энергия сродства к электрону;
тв. – твёрдое тело.

Предположим, необходимо найти энергию кристаллической решётки NaCl. Прежде чем составить цикл, заметим, что, исходя из определения, энергию кристаллической решётки можно записать в таком виде:
{\displaystyle {\ce {Na+(g) + Cl-(g) -> NaCl(s)}}}, {\displaystyle \Delta H_{x.p.}^{\ominus }} и есть {\displaystyle U}крист. реш.
Тогда, составив цикл, получим, что:
{\displaystyle U_{\text{крист. реш.}}=}
{\displaystyle =-\Delta H_{f}^{\ominus }(NaCl(s))+S_{Na+}+{\frac {1}{2}}D_{Cl2}+I_{Na}-E_{Cl}}
{\displaystyle =-411{,}12-108-{\frac {1}{2}}\cdot 242{,}58-495{,}8+348{,}7\approx -787{,}51\ }кДж/моль,
где {\displaystyle S_{Na+}} – теплота сублимации {\displaystyle Na}(тв.) до одноатомного газа,
{\displaystyle D_{Cl2}} – энергия диссоциации {\displaystyle {\ce {Cl2}}}(г.),
{\displaystyle I_{Na}} – энергия ионизации {\displaystyle Na}(г.),
{\displaystyle E_{Cl}} – сродство к электрону для {\displaystyle {\ce {Cl}}}(г.).

## Другие способы нахождения энергии кристаллической решётки
{\displaystyle U}реш. может также быть приблизительно рассчитана по уравнению Борна — Ланде:
{\displaystyle U=-{\frac {N_{A}Az^{+}z^{-}e^{2}}{4\pi \epsilon _{0}r_{0}}}\left(1-{\frac {1}{n}}\right)}
где:
- NA – число Авогадро, 6,022 140 76⋅1023 моль-1;
- A – константа Маделунга (геометрический коэффициент), значение связано со структурным типом кристалла (для NaCl – 1,74756);
- z+ – численный заряд катиона;
- z− – численный заряд аниона;
- e – элементарный заряд (заряд электрона), 1,602 176 6208(98)⋅10−19 Кл;
- ε0 – электрическая постоянная, 8,8541878128(13)· 10−12 м−3·кг−1·с4·А2, или Ф·м−1;
- r0 – кратчайшее межъядерное расстояние между катионом и анионом в кристалле;
- n – величина, характеризующая силы отталкивания, обычно в пределах от 5 до 12, определяется экспериментально измерением сжимаемости ионного кристалла (для NaCl n = 7,5)

Его недостатком является то, что оно не учитывает ковалентную составляющую связей катион–анион, в результате чего получаемые энергии кристаллических решёток имеют заниженные значения.